# Albert Vandel
Albert Vandel, född 26 december 1894 i Besançon, död 11 oktober 1980 i Toulouse, var en fransk zoolog.